# Bělice (Neveklov)
Bělice (německy Bielitz) je vesnice, část města Neveklov v okrese Benešov. Nachází se asi 5 km na západ od Neveklova. Bělice je také název katastrálního území o rozloze 5,63 km².

## Historie
První písemná zmínka o vesnici pochází z roku 1310.
Za druhé světové války se ves stala součástí vojenského cvičiště Zbraní SS Benešov a její obyvatelé se museli 1. dubna 1943 vystěhovat.
V letech 1850–1979 byla samostatnou obcí a od 1. ledna 1980 se vesnice stala součástí města Neveklov.

## Pamětihodnosti
- Kostel svaté Máří Magdaleny

## Galerie

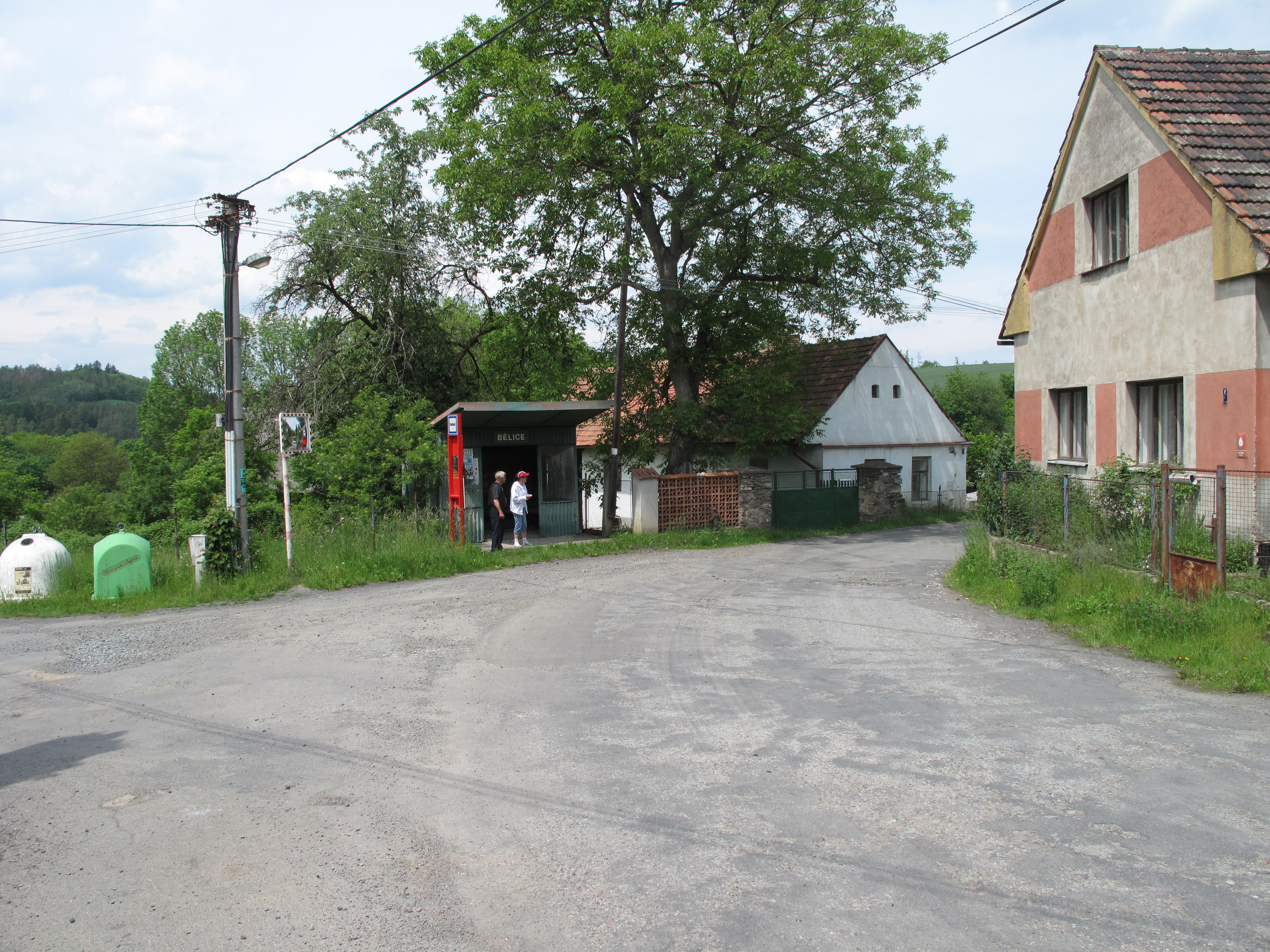
Lidé čekající na autobus
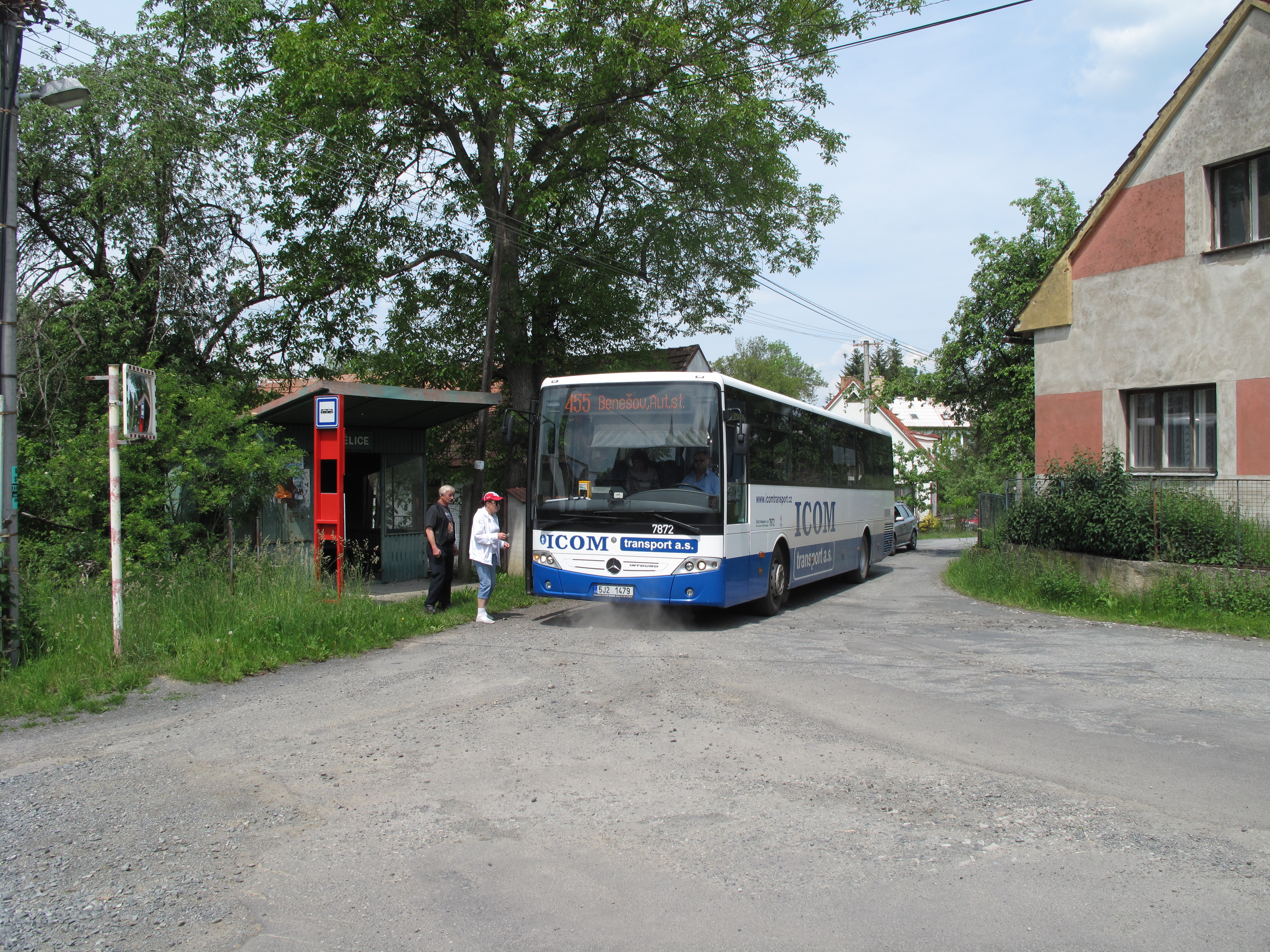
Autobus v zastávce
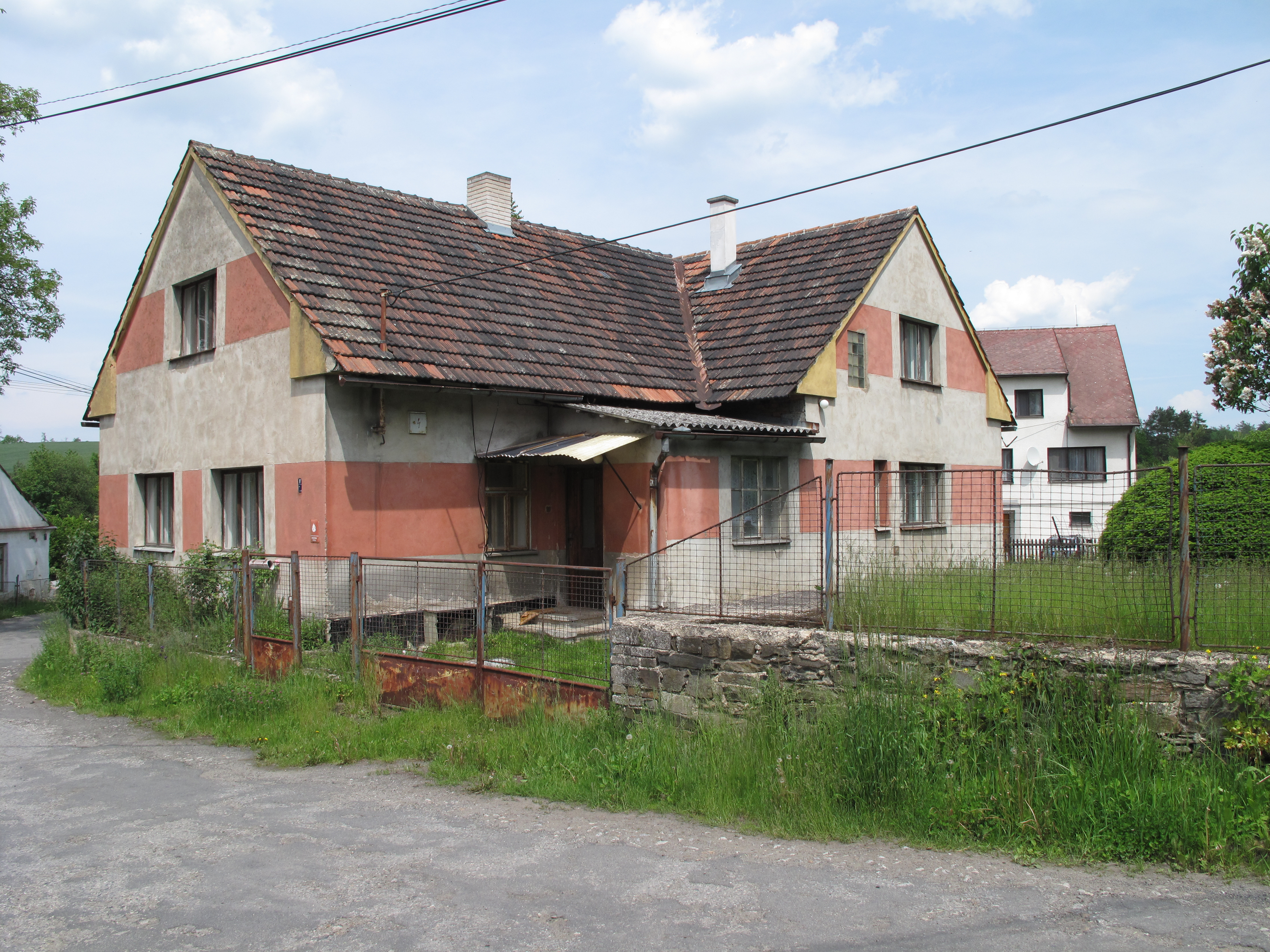
Dům
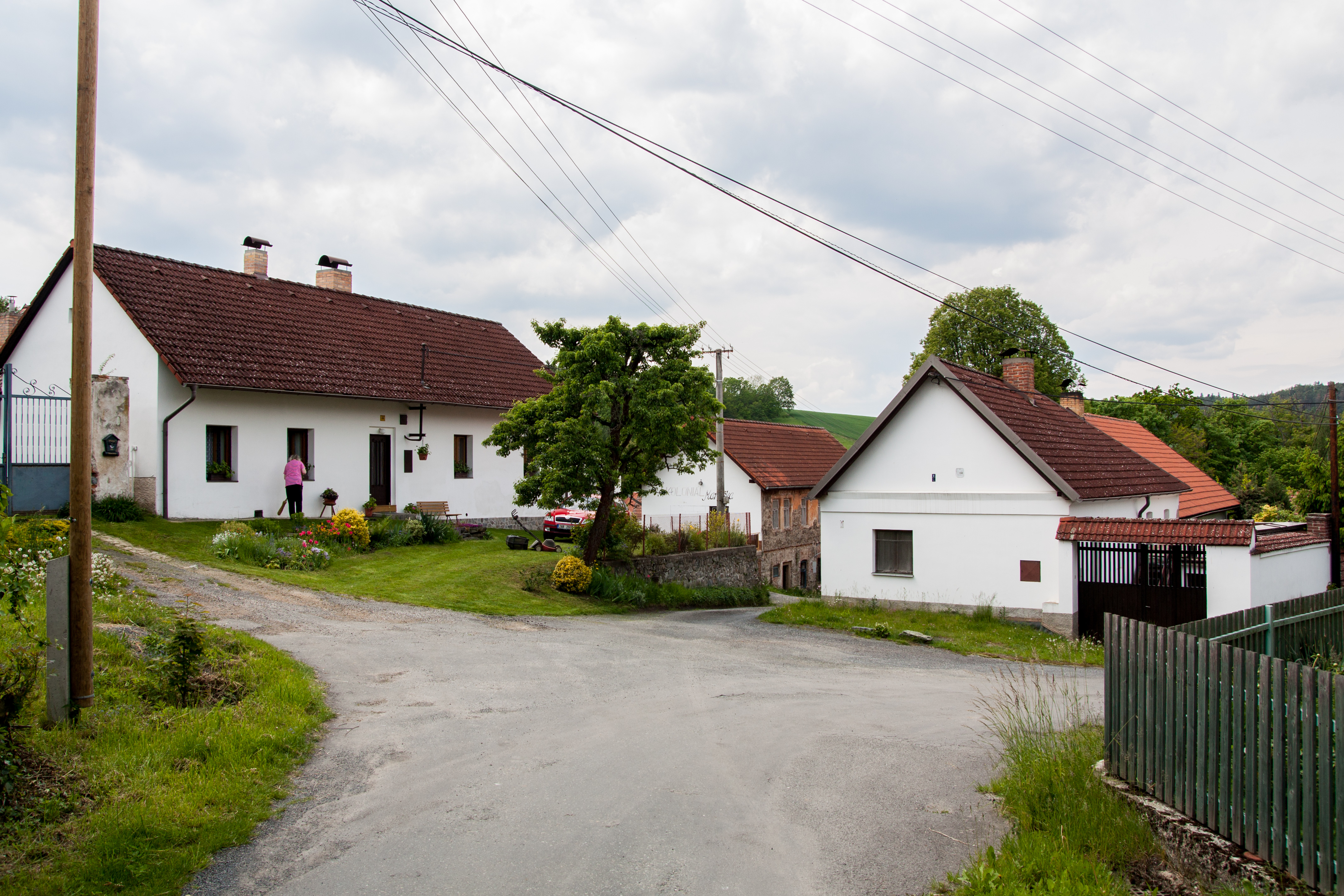
Domy